# Das Nachtcafé
Das Nachtcafé ist ein Ölgemälde von Vincent van Gogh. Es wurde Anfang September 1888 angefertigt und stellt den Innenraum des Café de la Gare an der Place Lamartine in Arles dar. Damit zählt es zur Arles-Periode von van Gogh. Die Rezeption dieses Werkes bezeichnet es als eines der Meisterwerke von van Gogh und eines seiner bekanntesten Werke überhaupt. Der Titel des Bildes ist unter van Goghs Unterschrift (Vincent), in der rechten unteren Ecke, auf Französisch festgehalten: le café de nuit.
Vincent van Gogh schreibt bezugnehmend auf dieses Gemälde in einem Brief vom 8. September 1888 an seinen Bruder Theo:
„Ich habe versucht, mit Rot und Grün die schrecklichen menschlichen Leidenschaften auszudrücken. Der Raum ist blutrot und mattgelb, ein grünes Billard in der Mitte, vier zitronengelbe Lampen mit orangefarbenen und grünen Strahlenkreisen. Überall ist Kampf und Antithese […]“ (Brief 533).
Insgesamt hatten Farben für van Gogh also eine symbolische Funktion und sollten auch Stimmungen ausdrücken.
Ebenfalls im September 1888 malte van Gogh in Arles das Gemälde Caféterrasse am Abend (frz. Terrasse du café le soir).